# Пеї-д'Ано (округ)
Увага:  Не вказане значення "common_name"
 Увага: Не вказане значення "continent"
Пеї-д'Ано (фр. Pays-d'Enhaut) — це колишній округ швейцарського кантону Во, розташований у Водуанських Передальпах на висоті близько 1000 метрів. Він складався з трьох комун і приблизно десяти сіл. Його територія охоплювала центральну частину долини Сарін та деякі бічні долини. Найвищою точкою регіону є Гуммфлю.

## Історія
- До XVI століття долина належала графам Грюєр. У цей період була збудована романська церква в Ружмоні.
- 1555–1798: Долина перебувала під пануванням Берна. Сліди бернського впливу збереглися донині, зокрема у вигляді зображення ведмедя в церкві Росіньєра.
- Велике шале: У селі Росіньєр розташоване Велике шале виняткових розмірів, яке зараз є домом для родини покійного художника Бальтюса.

Округ Пеї-д'Ано припинив своє існування 1 січня 2008 року внаслідок територіальної реорганізації кантону Во. Громади, що входили до його складу, були приєднані до нового округу Рів'єра-Пеї-д'Ано.

## Громади
- Шато-д'Окс
- Ружмон
- Россіньєр

## Список префектів
- Огюст Коттьє (1883—1929)
- Альфонс Дюбюї (1929—1935)
- Амі Мармійо (1935—1962)
- Алоїс Мармійо (1962—1983)
- Самюель Аншо (1983—1994)
- П'єр Аншо (1994—2006)
- Роланд Бердо (2006—2008)